# Josef Jonáš (družstevní funkcionář)
Josef Jonáš (26. února 1888 Chlovy – 21. dubna 1960 Praha) byl český družstevní organizátor a politik Komunistické strany Československa, předseda spotřebního družstva Včela.

## Biografie
Pocházel z rodiny chudého zemědělce a sám pracoval jako zemědělský dělník. Již jako mladý muž vstoupil roku 1906 do sociálně demokratické strany. V době rozkolu v sociální demokracii se připojil k revolučnímu levicovému křídlu a v roce 1921 byl mezi zakládajícími členy KSČ. Ve straně se angažoval v oblasti zemědělství a družstevnictví. Byl tajemníkem Svazu zemědělských a lesnických dělníků a redaktorem jeho tiskového orgánu, později byl zástupcem ústředního tajemníka Rudých odborů. Byl členem představenstva spotřebního družstva Včela a později i jeho předsedou. V této funkci setrval až do obsazení Československa Německem. Pro své politické aktivity byl v meziválečném Československu několikrát zatčen a vězněn.
Po okupaci emigroval do Polska, kde působil ve vedení tamního československého exilu. Po okupaci Polska přešel do Sovětského svazu. Za druhé světové války se podílel na odboji.
V roce 1945 se vrátil do Československa a zapojil se do práce v KSČ. Byl funkcionářem Ústřední rady družstev. VIII. sjezd KSČ ho zvolil za člena Ústředního výboru Komunistické strany Československa. X. sjezd KSČ a XI. sjezd KSČ ho zvolil kandidátem ÚV KSČ. V období prosinec 1951 - duben 1960 byl rovněž členem komise stranické kontroly. Politicky působil v oboru zemědělství a družstevnictví. Byl také členem předsednictva Ústřední rady odborů. V roce 1955 mu byl udělen Řád republiky.
Psal práce na téma družstevnictví a dějin. V závěru života publikoval i beletrii. V letech 1956–1957 byl nemocen a poté, co se uzdravil, napsal román Hřmění před bouří, který je románovou kronikou dělnického hnutí na konci 19. století.